# 正慶寺
正慶寺（しょうけいじ）は、山梨県南巨摩郡身延町相又にある日蓮宗の寺院。山号は大石山。別名粟飯寺。境内には立正大師日蓮が休息したという大石がある。この石は山号の由来ともなった。旧本山は身延山久遠寺、鏡師法縁(善学会)。

## 歴史
- 文永11(1274)年5月12日　日蓮聖人、　鎌倉を発ち身延へ向かう。5月17日昼頃相又の地に到る。大石あり休息す。時に大道村の薩花(史の和訓訛って薩花)正左衛門の妻、粟飯を頭に捧げ供す。教化の時移り信者となった夫妻に、聖人懐中の大黒天像を賜り波木井の郷へ。
- 妻(妙了日仏尼)は、文永11(1274)年9月8日身延山内最初の下之坊を建てる。草庵に参る女性信者の為に宿泊の本拠となる。遠近女人の助けとなり妙一尼、妙法尼、女房の尼等ここに宿り教化を受けた。
- 4年後妻は懐妊、難産に苦しむ。夫は驚き身延山に参り御祈祷を願い、護符を戴き急ぎ帰り、ご教喩の通り東方清浄の地にこれを安んじ、一心に唱題、果たして霊水湧く。服させると即時に免身、玉の如き男児出生。時に弘安元(1278)年3月9日のことである。妻を救った護符は歴代住職により脈々と受け継がれ、安産祈願の寺になる。護符を戴いた水は護符水(安産の井戸)と呼ばれ大道の東方にある。
- 児の誕生から1年半後　弘安2(1279)年9月8日正左衛門身罷る。妻は夫の死を嘆き悲しみ弘安3(1280)年1月5日児を懐に身延山に参り仏弟子懇願。聖人是を許し姥を剔髪、妙了日仏と名付け、児を是好麿と呼び、文字を粟冠サッカ(史氏の和訓に転用のなまり)と改めさせる。往時、粟飯の入ったお櫃を冠のように載せ、聖人に供養したことによる也。則大本尊をおしたため傍らに粟冠姥妙了日仏に授与される。
- 是好麿13歳に成長。正應3(1290)年3月28日旧宅を寺となし得度。身延山3世となる日進上人より中道院日了の法号を授けてもらう。
- 正安改元(1299)年8月22日　妙了日仏入滅。この年、子供の日了上人は聖人、両親菩提のため発心の地に就いて林芥を披き土を運び、大石の傍らに法宇を営み、往時賜るところの大黒天像を安置する。これ則ち当山となる。
- 正慶改元(1332)年　日了上人は聖人休息の大石を山号となし年号を寺名として正慶寺を開く。妙了日仏尼の感得の大光徳、当寺の墨賓となり開山として迎えられる。この年の8月7日中道院日了上人入滅。
- 開山となった妙了日仏尼は、お弟子方の末席に坐して説法に耳を傾け信行の功を積み、聖人の健康がすぐれない時などご快復を願い一生懸命お仕えした。過去遠劫よりの約束事によって、聖人へ給仕の為に示現した十羅刹女(法華行者を守る神女)の一人か、末代給仕の模範となる。また、平賀将監の長子万寿麿や法華経に身を捧げた子達を我が子是好麿と共に養育に努め、広宣流布の宝器となったのも日仏尼の母性愛の育英による所大である。聖人をはじめ門人や里の人々から粟冠の姥、粟冠の尼、粟冠優婆などと呼ばれ、紙本著色日蓮聖人涅槃図の座敷の間の中央付近に描かれ、敬愛され称えられていた。
- 正慶寺には、聖人手彫りの大黒天像、粟一折(テイ)寄進の聖人の礼状、旅姿の聖人像、妙了日仏尼像等の寺宝が伝えられている。また、歴代の住職と檀家の護持丹誠の努力も伝えられている。

## 参考資料
- 「本化別頭佛祖統紀・高祖日蓮大菩薩本紀」
- 「高峯山妙了寺縁起」
- 「大石山正慶寺縁起」
- 「甲斐国志(妙了寺編・正慶寺編)」
- 「甲斐百寺その歴史と文化・妙了寺編」
- 「角川 日本地名大辞典19山梨県・相又の項」
- 「日蓮宗大鑑」
- 「全国寺院名鑑」
- 「日蓮宗大図鑑」
- 「日佛様の御傳記」
- 身延山久遠寺発行　月刊誌みのぶ「粟冠の尼」「下之坊のおこり」

## 公式サイト
- 公式ウェブサイト